# Halo (televisieserie)
Halo is een Amerikaanse militaire sciencefiction-televisieserie, ontwikkeld door Kyle Killen en Steven Kane voor de streamingdienst Paramount+. De serie is gebaseerd op de computerspel-franchise gemaakt door Bungie en ontwikkeld door Halo Studios. In de televisieserie speelt Pablo Schreiber de hoofdrol van Master Chief Petty Officer John-117.

## Verhaal
In de 26e eeuw is de mens verspreid in de ruimte en in oorlog met de Covenant, een theocratisch-militaire alliantie van verschillende buitenaardse rassen die vastbesloten zijn de mensheid uit te roeien. Centraal in hun religie staat de Halo, een mythische ring ter grootte van een planeet die ongekende krachten zou bezitten. Bij hen is ook uitverkorene Makee. Zij werd als jong meisje door de Covenant gevonden en is de enige die contact kan maken met de Halo middels twee speciale stenen, waarnaar de Covenant koortsachtig op zoek zijn.
Het leger van de mensen, het UNSC, creëerde de spartans, genetisch gemanipuleerde supersoldaten. Hun leider is John-117, oftewel Master Chief. Hij is de protagonist van het verhaal. Tijdens een missie vindt hij een van de twee speciale stenen en blijkt dat ook hij contact kan maken met de Halo.
Vervolgens barst een strijd los tussen het UNSC en de Covenant om als eerste de Halo te vinden. Het blijkt een artificieel-biologisch ecosysteem en wapen te zijn, in lang vervlogen tijden gebouwd door een ras met technologie zo geavanceerd, dat de mens hem niet kan vatten. Bij gebruik zou het wapen zowel de mens als de Covenant uitroeien.
Terwijl de spartans en Covenant strijden om de Halo, breekt op de UNSC-basis een virus uit dat de lichamen van de mensen overneemt en zich razendsnel verspreid. Dit is waarvoor de Halo gebouwd werd, als het ultieme wapen.

## Rolverdeling
| Acteur               | Personage                           |
| -------------------- | ----------------------------------- |
| Pablo Schreiber      | Master Chief Petty Officer John-117 |
| Shabana Azmi         | Admiral Margaret Parangosky         |
| Natasha Culzac       | Riz-028                             |
| Olive Gray           | Commander Miranda Keyes             |
| Yerin Ha             | Kwan Ha                             |
| Bentley Kalu         | Vannak-134                          |
| Kate Kennedy         | Kai-125                             |
| Charlie Murphy       | Makee                               |
| Danny Sapani         | Captain Jacob Keyes                 |
| Jen Taylor           | Cortana (motion capture en stem)    |
| Christina Bennington | Cortana (personage fysiek)          |
| Bokeem Woodbine      | Soren-066                           |
| Natascha McElhone    | Dr. Catherine Elizabeth Halsey      |
| Joseph Morgan        | Colonel James Ackerson              |
| Fiona O'Shaughnessy  | Laera                               |
| Cristina Rodlo       | Talia Perez                         |
| Viktor Åkerblom      | Arbiter Var 'Gatanai                |
| Tylan Bailey         | Kessler                             |
| Harry Lloyd          | The Monitor (stem)                  |

## Afleveringen

### Seizoen 1 (2022)
| Afl. | Titel           | Regie              | Scenario                           | Originele releasedatum |
| 1    | "Contact"       | Otto Bathurst      | Kyle Killen & Steven Kane          | 24 maart 2022          |
| 2    | "Unbound"       | Otto Bathurst      | Kyle Killen & Steven Kane          | 31 maart 2022          |
| 3    | "Emergence"     | Roel Reiné         | Kyle Killen & Steven Kane          | 7 april 2022           |
| 4    | "Homecoming"    | Roel Reiné         | Justine Juel Gillmer & Steven Kane | 14 april 2022          |
| 5    | "Reckoning"     | Jonathan Liebesman | Richard E. Robbins & Steven Kane   | 21 april 2022          |
| 6    | "Solace"        | Jonathan Liebesman | Silka Luisa & Steven Kane          | 28 april 2022          |
| 7    | "Inheritance"   | Jessica Lowrey     | Steven Kane                        | 5 mei 2022             |
| 8    | "Allegiance"    | Jonathan Liebesman | Justine Juel Gillmer & Steven Kane | 12 mei 2022            |
| 9    | "Transcendence" | Jonathan Liebesman | Steven Kane                        | 19 mei 2022            |

### Seizoen 2 (2024)
| Afl. | Titel         | Regie         | Scenario              | Originele releasedatum |
| 1    | "Sanctuary"   | Debs Paterson | David Wiener          | 8 februari 2024        |
| 2    | "Sword"       | Debs Paterson | Ahmadu Garba          | 8 februari 2024        |
| 3    | "Visegrad"    | Craig Zisk    | Marisha Mukerjee      | 15 februari 2024       |
| 4    | "Reach"       | Craig Zisk    | Tom Hemmings          | 22 februari 2024       |
| 5    | "Aleria"      | Otto Bathurst | Basil Lee Kreimendahl | 29 februari 2024       |
| 6    | "Onyx"        | Otto Bathurst | Sarah McCarron        | 7 maart 2024           |
| 7    | "Thermopylae" | Dennie Gordon | Ahmadu Garba          | 14 maart 2024          |
| 8    | "Halo"        | Dennie Gordon | David Wiener          | 21 maart 2024          |

## Productie
De ontwikkeling van een televisieserie begon in 2013. De serie werd besteld door Paramount+ met negen afleveringen. De opnames begonnen in oktober 2019 in Ontario, Canada, hoewel de postproductie van de eerste vijf afleveringen werd beïnvloed door de COVID-19-pandemie. Het filmen werd uiteindelijk hervat in Boedapest, Hongarije in februari 2021.

## Release en ontvangst
Halo ging in première op 24 maart 2022 op Paramount+, waarbij de serie al voor een tweede seizoen werd verlengd. Een deel van de serie was op 14 maart 2022 te zien op South by Southwest. Het eerste seizoen kreeg gemengde recensies, waarbij de actiescènes, het acteerwerk en de visuele effecten werden geprezen, terwijl de schrijfstijl en variaties op het bronmateriaal werden bekritiseerd.